# Munda picturata
Munda picturata är en insektsart som beskrevs av Carl Stål 1877. Munda picturata ingår i släktet Munda och familjen syrsor. Inga underarter finns listade i Catalogue of Life.